# Grabkreuz Christoph Schmedes

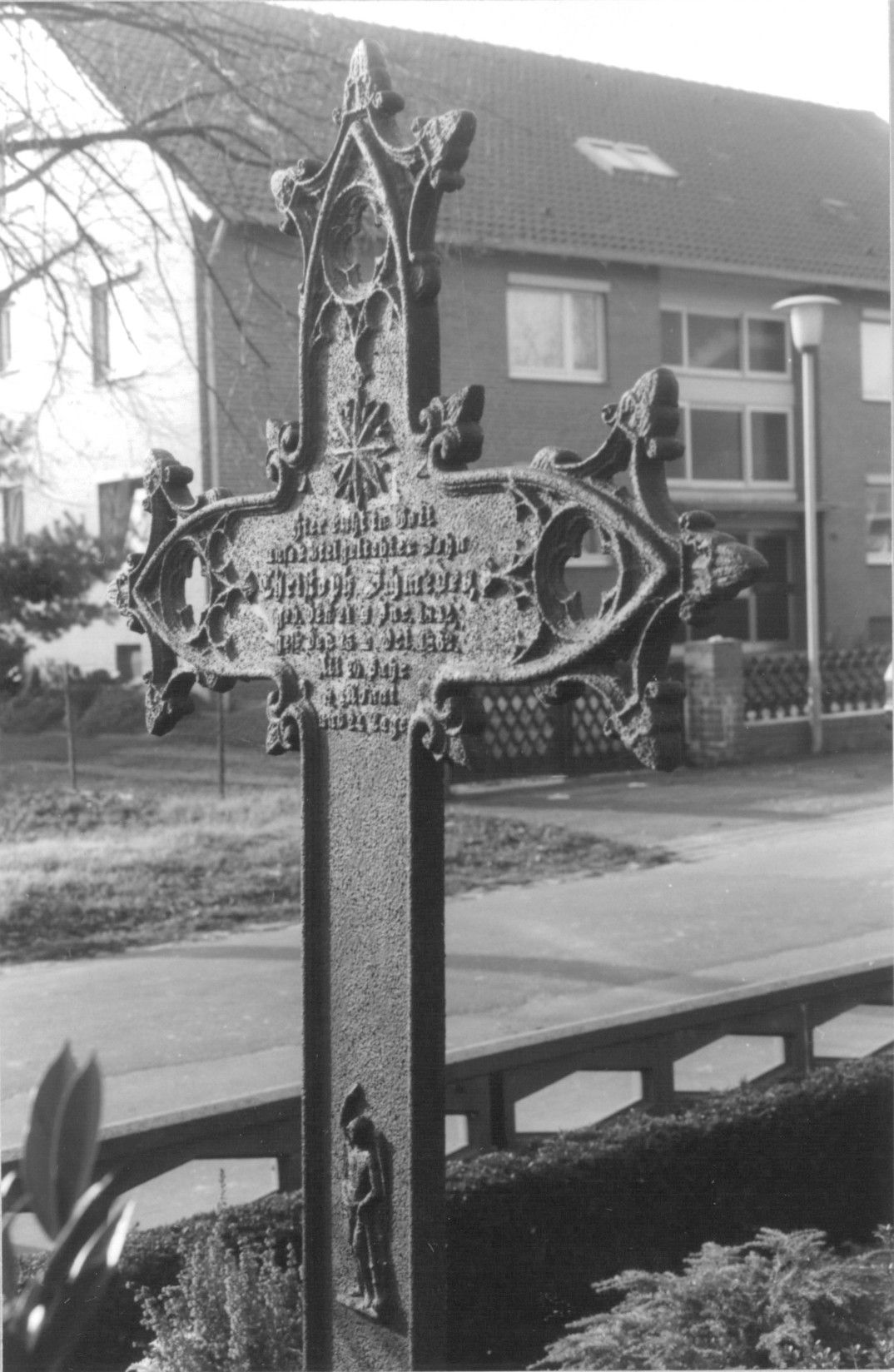
Das Grabkreuz auf dem Friedhof Am Ronnenberger Feld in Benthe

Das Grabkreuz für Christoph Schmedes (1842–1862) in Benthe, einem Ortsteil der Gemeinde Ronnenberg in der Region Hannover, ist ein in Gusseisen in den Formen der Neugotik gegossenes Grabkreuz. Das denkmalgeschützte Eisenkreuz mit reliefiertem Schaft ist beidseitig mit Symbolen des Todes und der Vergänglichkeit verziert. Die Vorderseite zeigt einen geflügelten Thanatos und eine gelöschte Fackel, während eine Motte auf der Rückseite Bezug nimmt auf das in der Bibel enthaltene Buch Hiob 13, 28, LU.

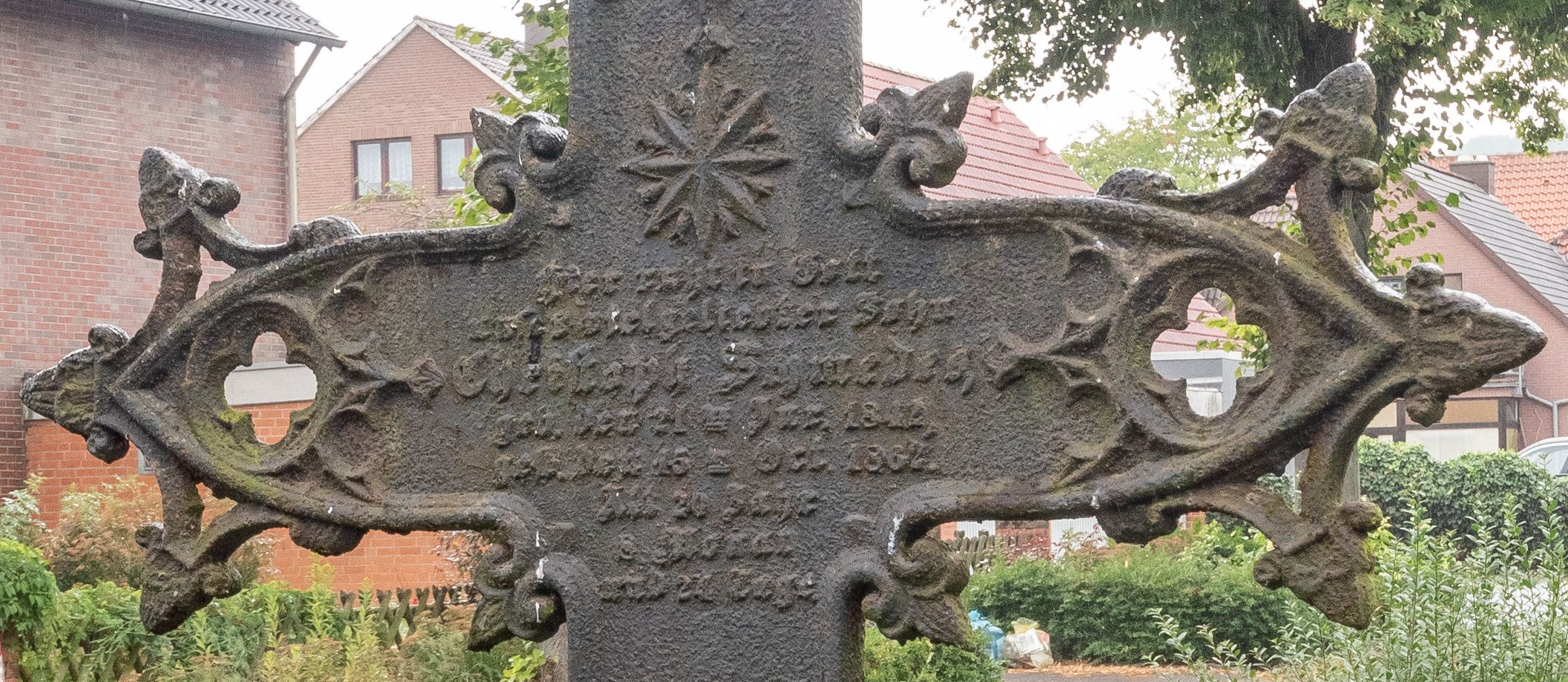
Inschrift der Vollmeier vom Hof 2 in der Bergstraße 8

Das 1862 gegossene Grabkreuz auf dem Benther Friedhof zählt zu den wenigen erhaltenen Grabdenkmälern, die während der Aufwertung von Gusseisen im Zuge der Befreiungskriege und der fortschreitenden Verarbeitungstechniken in der Frühzeit der Industrialisierung bis um die Mitte des 19. Jahrhunderts aus diesem Material gegossen wurden.